# Frères missionnaires de la Charité
Les Frères missionnaires de la Charité forment une congrégation religieuse laïque masculine ayant les mêmes charisme évangélique et orientations apostoliques que les (sœurs) Missionnaires de la Charité de Mère Teresa. Fondé par elle en 1963, l’institut comptait 420 membres en 2016.

## Histoire
Trois jeunes gens, d’abord bénévoles et candidats, sont bientôt reçus comme religieux par Mère Teresa lors d’une brève cérémonie religieuse, le 25 mars 1963, à Shishu Bhavan, le home pour enfants, à Calcutta. La fête de l’Annonciation (25 mars) est considérée comme date de fondation de l’institut.
D’abord sous l’autorité directe de Mère Teresa et, pour leur vie spirituelle, du prêtre qui la guidait, ils passent sous la direction du père Ian Travers-Ball (1928-2000), un prêtre jésuite australien qui lors de son expérience de Troisième An (1965) décide de se consacrer totalement au service des plus pauvres. 
Obtenant la permission de son supérieur général, le père Arrupe, le père Travers-Ball quitte les Jésuites et, prenant le nom de Brother Andrew, dirige les Frères missionnaires de la Charité à partir de 1966. Adoptant le titre de « General Servant » il conduit le groupe des Frères durant les vingt premières années, les aidant à trouver leur identité propre comme « frères » au sein de la famille des Missionnaires de la Charité, particulièrement le service des « plus pauvres parmi les pauvres » et à guider leur expansion. Brother Andrew est considéré comme cofondateur (avec Mère Teresa) de la congrégation des Frères missionnaires de la Charité. 
La congrégation reçoit sa reconnaissance diocésaine en 1967. Entre les chapitres généraux de 1986 et 1992, les constitutions de l’institut sont revues et approuvées par la Congrégation romaine pour les religieux. Le 12 juin 2003, elle reçoit son Decretum laudis et est reconnue de droit pontifical.
En 2016, les Frères sont au nombre de quatre-cent-vingt, repartis en soixante-neuf communautés de vingt-et-un pays différents. Comme les Sœurs de Mère Teresa, ils dirigent des institutions pour les plus démunis, telles que la maison de Nurpur au sud de Calcutta pour les handicapés mentaux graves et la léproserie de Titagarh pour les soins et la réhabilitation des lépreux (au nord de Calcutta). 
La maison généralice se trouve au 7 Mansatala Row, Kidderpore, Kolkata 700 023, W.B. India.